# Gammarus setosus
Gammarus setosus är en kräftdjursart som beskrevs av Dementieva 1931. Gammarus setosus ingår i släktet Gammarus och familjen Gammaridae. Inga underarter finns listade i Catalogue of Life.